# Närtuna landskommun
Närtuna landskommun var en tidigare kommun i Stockholms län.

## Administrativ historik
Landskommunen bildades 1863 ur Närtuna socken i Långhundra härad i Uppland. Vid kommunreformen 1952 uppgick denna landskommun i Skepptuna landskommun. Denna upplöstes 1967 då detta område överfördes till Rimbo landskommun  som 1971 uppgick i Norrtälje kommun.

## Politik

### Mandatfördelning i Närtuna landskommun 1938-1946
| 6 | 14 |

| 19 |

| 7 | 13 |

| 19 |

| 6 | 14 |

| 20 |